# 島根日野自動車
島根日野自動車株式会社（しまねひのじどうしゃ、略称：島根日野）は、日野自動車（バスについてはジェイ・バス）が製造する自動車を販売する会社。
島根県・鳥取県内一円を範囲とし、とくに松江・米子周辺に重点を置いている。取扱商品は、日野系トラック・バス全般。
かつては日ノ丸自動車が大株主となっていたが、現在は日野自動車の完全子会社である。この関係もあり、日ノ丸グループのバスは日野製が多い。

## 営業拠点

### 島根地区
- 本社・松江支店
  - 島根県松江市東出雲町出雲郷881
- 出雲支店
  - 島根県出雲市神門町742
- 石見支店
  - 島根県浜田市下府町327-138

### 鳥取地区
- 米子支店
  - 鳥取県米子市二本木910-3
- 鳥取支店
  - 鳥取県鳥取市湖山町東4-15